# Juncales
Juncales is een botanische naam in de rang van orde. De naam is gevormd vanuit de familienaam Juncaceae.
Het Cronquist-systeem (1981) gebruikte deze naam voor een van de zeven ordes in de onderklasse Commelinidae. De samenstelling was deze:
- orde Juncales
  - familie Juncaceae
  - familie Thurniaceae

In het APG II-systeem (2003) worden deze families ingedeeld in de orde Poales.